# Сен-Лоран-де-Сери
Сен-Лора́н-де-Сери́ (фр. Saint-Laurent-de-Céris) — коммуна во Франции, находится в регионе Пуату — Шаранта. Департамент — Шаранта. Входит в состав кантона Сен-Кло. Округ коммуны — Конфолан.
Код INSEE коммуны — 16245.
Коммуна расположена приблизительно в 360 км к юго-западу от Парижа, в 75 км южнее Пуатье, в 45 км к северо-востоку от Ангулема.

## Население
Население коммуны на 2008 год составляло 758 человек.
| 1962 | 1968 | 1975 | 1982 | 1990 | 1999 | 2008 |
| ---- | ---- | ---- | ---- | ---- | ---- | ---- |
| 1040 | 1001 | 883  | 802  | 741  | 746  | 758  |

## Экономика
В 2007 году среди 454 человек в трудоспособном возрасте (15—64 лет) 302 были экономически активными, 152 — неактивными (показатель активности — 66,5 %, в 1999 году было 68,1 %). Из 302 активных работали 264 человека (141 мужчина и 123 женщины), безработных было 38 (15 мужчин и 23 женщины). Среди 152 неактивных 35 человек были учениками или студентами, 63 — пенсионерами, 54 были неактивными по другим причинам.